# АЕС Вольсонг
Атомна електростанція Вольсонг, — атомна електростанція, розташована на узбережжі поблизу Нае-рі, Янгнмьон, Кьонджу, провінція Північний Кьонсан, Південна Корея. Це єдина південнокорейська атомна електростанція, на якій працюють важководяні реактори CANDU типу PHWR. Атомна станція належить Korea Hydro &amp; Nuclear Power. Ці реактори здатні споживати різні типи палива, включаючи відходи інших атомних станцій Південної Кореї.
Місце електростанції, включаючи Янгнаммен. Янгнаммен і Гампо-еуп були визначені зоною розвитку промислової інфраструктури в 1976 році. Будівництво Wolseong 1 почалося в 1976 році й завершено в 1982 році. Наступного року електростанція почала промислову експлуатацію. Цей реактор PHWR має загальну генеруючу потужність 678 МВт. Реактори Вольсонг 2, 3 і 4 були завершені в 1997, 1998 і 1999 роках відповідно. Кожен із цих реакторів має потужність 700 МВт. Атомна станція Вольсонг відтоді успішно працює.

## Атомна електростанція Шін-Волсьонг
Шін-Волсьонг № 1 і № 2 – це два нових водно-водяні ядерні реактори типу OPR-1000. Шін-Волсьонг 1 повністю запрацював у липні 2012 року.
У червні 2013 року Шін-Волсьонг 1 зупинено, а Шін-Волсьонг 2 наказано залишитися в автономному режимі, доки не буде замінено контрольні кабелі безпеки з підробленими сертифікатами безпеки. Шін-Волсьонг-1 було схвалено для перезапуску в січні 2014 року. У листопаді 2014 року Шін-Волсьонг-2 завантажила свою першу активну зону ядерного палива, а станцію під'єднали до мережі в лютому 2015 року, а комерційна експлуатація почалася в липні 2015 року.

## Інформація про енергоблоки
| Блок          | Тип      | Потужність (нетто) | Початок будівництва  | Пуск                | Примітки |
| ------------- | -------- | ------------------ | -------------------- | ------------------- | -------- |
| I етап        |          |                    |                      |                     |          |
| Вольсонг-1    | CANDU-6  | 657 МВт            | 30 жовт. 1977 р      | 22 квітня 1983 року | [ 10 ]   |
| Вольсонг-2    | CANDU-6  | 647 МВт            | 22 червня 1992 року  | 1 липня 1997 року   | [ 11 ]   |
| Вольсонг-3    | CANDU-6  | 651 МВт            | 17 березня 1994 року | 1 липня 1998 року   | [ 12 ]   |
| Вольсонг-4    | CANDU-6  | 653 МВт            | 22 липня 1994 року   | 1 жовтня 1999 р     | [ 13 ]   |
| II етап       |          |                    |                      |                     |          |
| Шин Волсонг-1 | ОПР-1000 | 997 МВт            | 20 листопада 2007 р  | 31 липня 2012 р     | [ 14 ]   |
| Шин Волсонг-2 | ОПР-1000 | 993 МВт            | 23 вересня 2008 р    | 24 липня 2015 р     | [ 15 ]   |